# Mura romane di Lugo
Le mura romane di Lugo costituiscono la cinta muraria di Lugo, cittadina della Spagna, risalente al periodo romano.

## Descrizione

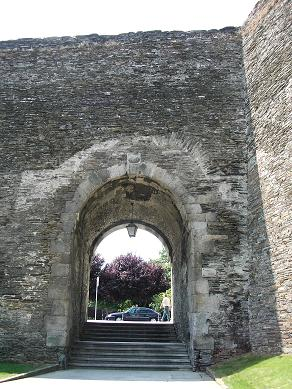
Praza de Ferrol - Una delle porte che permettono l'accesso alla città

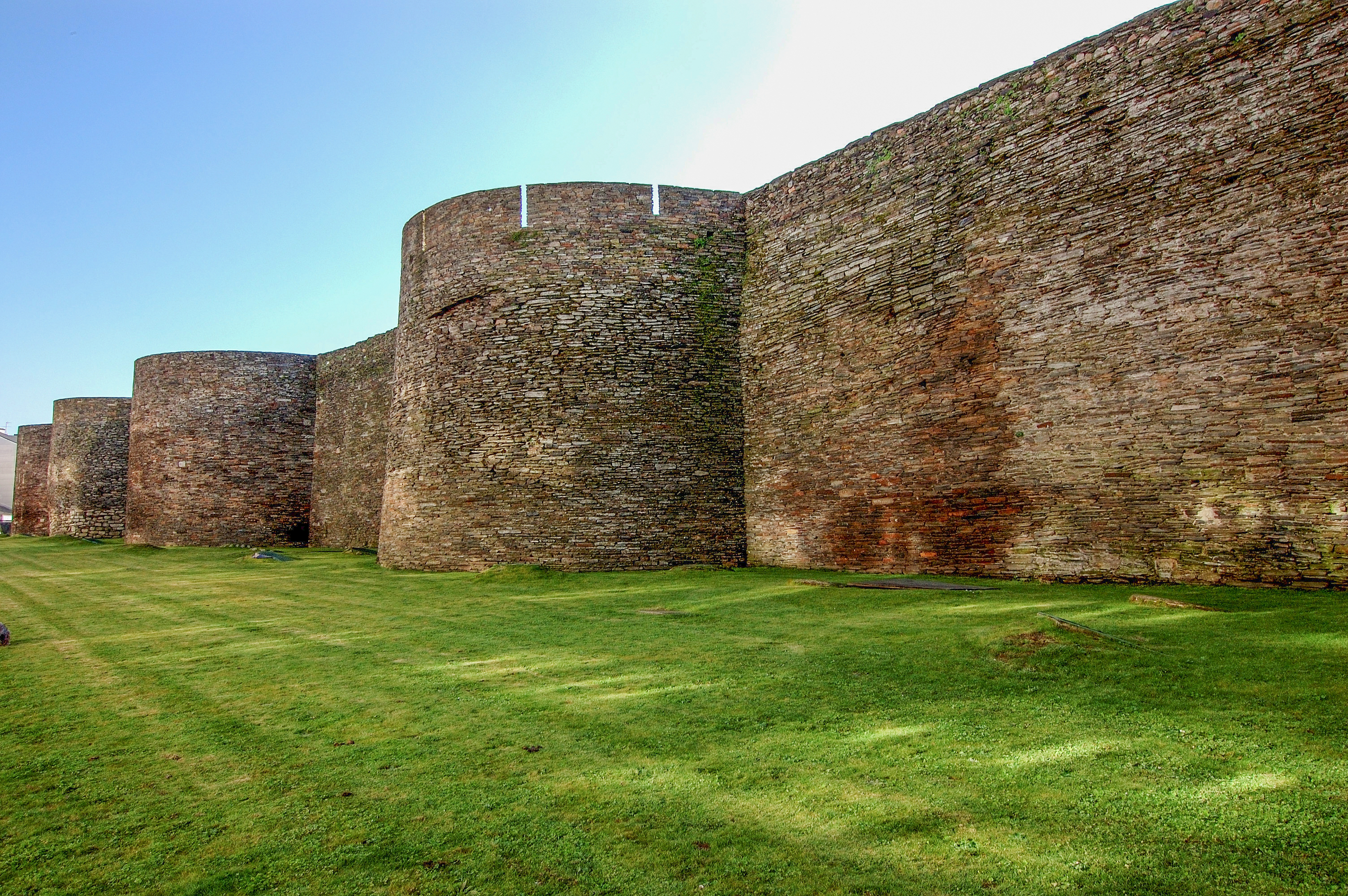
Vista esterna delle mura

Mappa delle pareti che mostrano la posizione dei 10 cancelli

Queste mura sono tuttora in piedi e circondano la città, il che rende Lugo l'unica città europea ad essere completamente circondata da mura romane perfettamente conservate. Raggiungono un'altezza di 10-15 metri e si snodano lungo un percorso di 2,5 km che comprende anche 85 torri. Le mura sono totalmente camminabili. Queste mura risalenti al terzo secolo sono state inserite dall'UNESCO tra i Patrimoni dell'umanità.
Anche il ponte che attraversa il vicino fiume Miño è di epoca romana, nonostante abbia subito numerosi lavori di manutenzione nel corso dei secoli.